# ISO 3166-2:KG
ISO 3166-2:KG — стандарт Міжнародної організації зі стандартизації, який визначає геокоди. Є частиною стандарту ISO 3166-2, що належать Киргизстану. Стандарт охоплює сім областей та одне місто-столицю (Бішкек) республіки.

## Загальні відомості
Кожен геокод складається з двох частин: коду Alpha2 за стандартом ISO 3166-1 для Киргизстану — KG та додаткового одно-, двосимвольного коду, записаних через дефіс. Додатковий код, утворений одною — для областей, та двома — для міста, літерами латинського алфавіту, як правило співзвучних назві адміністративних одиниць. Геокоди областей та міста є підмножиною коду домену верхнього рівня — KG, присвоєного Киргизстану відповідно до стандартів ISO 3166-1.

## Геокоди Киргизстану
Геокоди 1-го міста та 7-ми областей адміністративно-територіального поділу Киргизстану.
| Поз.* | Геокод | Адміністративна одиниця | Статус  |
| ----- | ------ | ----------------------- | ------- |
| 1     | KG-GB  | Бішкек                  | місто   |
| 2     | KG-B   | Баткенська область      | область |
| 3     | KG-C   | Чуйська область         | область |
| 4     | KG-J   | Джалал-Абадська область | область |
| 5     | KG-N   | Наринська область       | область |
| 6     | KG-O   | Ошська область          | область |
| 7     | KG-T   | Таласька область        | область |
| 8     | KG-Y   | Іссик-Кульська область  | область |

* Позиції адміністративних одиниць згідно мапи «Адміністративний поділ Киргизстану».

## Геокоди прикордонних для Киргизстану держав
- Казахстан — ISO 3166-2:KZ (на півночі),
- КНР — ISO 3166-2:CN (на сході та південному сході),
- Таджикистан — ISO 3166-2:TJ (на півдні та південному заході),
- Узбекистан — ISO 3166-2:UZ (на заході).